# NGC 1460
NGC 1460 är en stavgalax i stjärnbilden Eridanus. Den upptäcktes år 1837 av John Herschel. 